# CALS
CALS (Continuous Acquisition and Life cycle Support) — концепція і ідеологія інформаційної підтримки життєвого циклу продукції на всіх його стадіях, заснована на використанні єдиного інформаційного простору (інтегрованого інформаційного середовища), що забезпечує одноманітні способи взаємодії всіх учасників цього циклу: замовників продукції (включаючи державні установи і відомства), постачальників (виробників) продукції, експлуатаційного і ремонтного персоналу, реалізована у формі міжнародних стандартів, що регламентують правила вказаної взаємодії переважно за допомогою електронного обміну даними.
Стратегія CALS об'єднує в собі: застосування сучасних інформаційних технологій, реінжиніринг бізнес-процесів, застосування методів «паралельної» розробки, стандартизацію в галузі спільного використання даних і електронного обміну даними.

## Future reading
- https://web.archive.org/web/20120118065536/http://library.tuit.uz/skanir_knigi/book/informasionnie_sistemi/informasion_sist_teh_3.htm